# 소울라이크
소울라이크(Soulslike, Souls-like)는 액션 롤플레잉 게임의 하위 장르로, 일반적으로 다크 판타지 환경에서 높은 수준의 난이도와 환경적 스토리텔링에 중점을 두는 것으로 알려져 있다. 이 게임은 프롬소프트웨어의 데몬즈 소울 및 다크 소울 시리즈에서 유래되었으며, 이 시리즈의 테마와 메커니즘은 여러 다른 게임에 직접적으로 영감을 주었다. 프롬소프트웨어가 직접 개발한 소울라이크 게임은 특히 소울(Souls)와 블러드본(Bloodborne)의 합성어인 소울본(Soulsborne) 게임이라고 불린다. "소울라이크"라는 이름은 많은 비평가와 개발자에 의해 채택되었다. 그러나 이것이 진정한 장르인지 아니면 공유된 메커니즘의 집합인지에 대한 의문도 제기되었다.
이 설명은 일반적으로 액션 롤플레잉 게임에 적용되지만, 높은 난이도, 반복적인 캐릭터 죽음으로 인해 플레이어의 지식과 게임 세계에 대한 숙달, 저장 포인트의 희소성, 간접적이고 환경적인 스토리텔링을 통해 플레이어에게 정보 제공 등의 핵심 개념은 다음과 같다. 때때로 매우 다른 장르의 게임에서 볼 수 있으며, 그 메커니즘은 때때로 소울라이크로 설명된다.

## 저명한 게임
- 다크 소울 (비디오 게임)
- 세키로: 섀도즈 다이 트와이스
- 인왕 (비디오 게임)
- 코드 베인
- 스타워즈 제다이: 오더의 몰락
- 스타워즈 제다이: 서바이버
- 스트레인저 오브 파라다이스: 파이널 판타지 오리진
- 와룡: 폴른 다이너스티

소울 시리즈의 영향을 받은 기타 게임
- 더 위쳐 2: 왕들의 암살자
- 저니 (2012년 비디오 게임)
- 삽질 기사
- 데스티니 (비디오 게임)
- 더 위쳐 3: 와일드 헌트
- 갓 오브 워 (2018년 비디오 게임)
- 어쌔신 크리드 오디세이
- 블래스퍼머스
- 니어: 오토마타
- 할로 나이트